# Взорванный ад
«Взорванный ад» — советский художественный фильм о войне по пьесе Афанасия Салынского «Камешки на ладони».

## Сюжет
Из концлагеря в Ройтенфуртскую школу немецкой разведки направлена часть советских военнопленных, для будущей заброски в СССР. Среди них — Николай Вережников, который, не будучи профессиональным разведчиком, сумел навязать собственную игру и помешать планам врага.
Прототипом Николая Вережникова стал советский разведчик Александр Иванович Козлов.

## В ролях
- Геннадий Бортников — Николай Вережников
- Николай Скоробогатов — Лифанов
- Имеда Кахиани — Арчил Татишвили
- Александр Новиков
- Сергей Яковлев — Иван Бесавкин
- Олев Эскола — полковник Анберг
- Игорь Класс
- Хейно Мандри — Эмар
- Евгений Буренков — Воронин
- Владимир Протасенко — Крылович
- Рудольф Панков — Сергей Радеев
- Владимир Костин — Фролов

## Съёмочная группа
- Сценарист: Афанасий Салынский
- Режиссёр-постановщик: Иван Лукинский
- Оператор: Вадим Корнильев
- Художник: Людмила Безсмертнова
- Композитор: Леонид Афанасьев
- Звукооператор: Александр Избуцкий
- Режиссёр: Зоя Курдюмова
- Монтаж: Ксения Блинова, Р. Скорецкая

## Место съёмки
Фильм снимали в разных областях Советского Союза.
- Съёмки разведшколы происходили на территории Мукачевского замка (г. Мукачево, Закарпатская область, Украина). В сюжетах памятник Иоганну Вольфгангу фон Гёте и Фридриху Шиллеру в Веймаре, Германия.
- Эпизод, в котором курсанты немецкой разведшколы разбирают завалы после бомбёжки снимали в Калининграде[источник не указан 423 дня]. В кадр попало здание по адресу улица Черняховского, 6, в котором в наши дни расположен бизнес-центр с различными офисами. Непосредственно на  месте руин, на которых проходили съёмки в Калининграде впоследствии построен пятиэтажный жилой дом по ул. Черняховского 6а-12а. В нём располагался известный в городе магазин "Океан"[1].
- Высадка парашютистов снималась под Орском Оренбургской области[2].

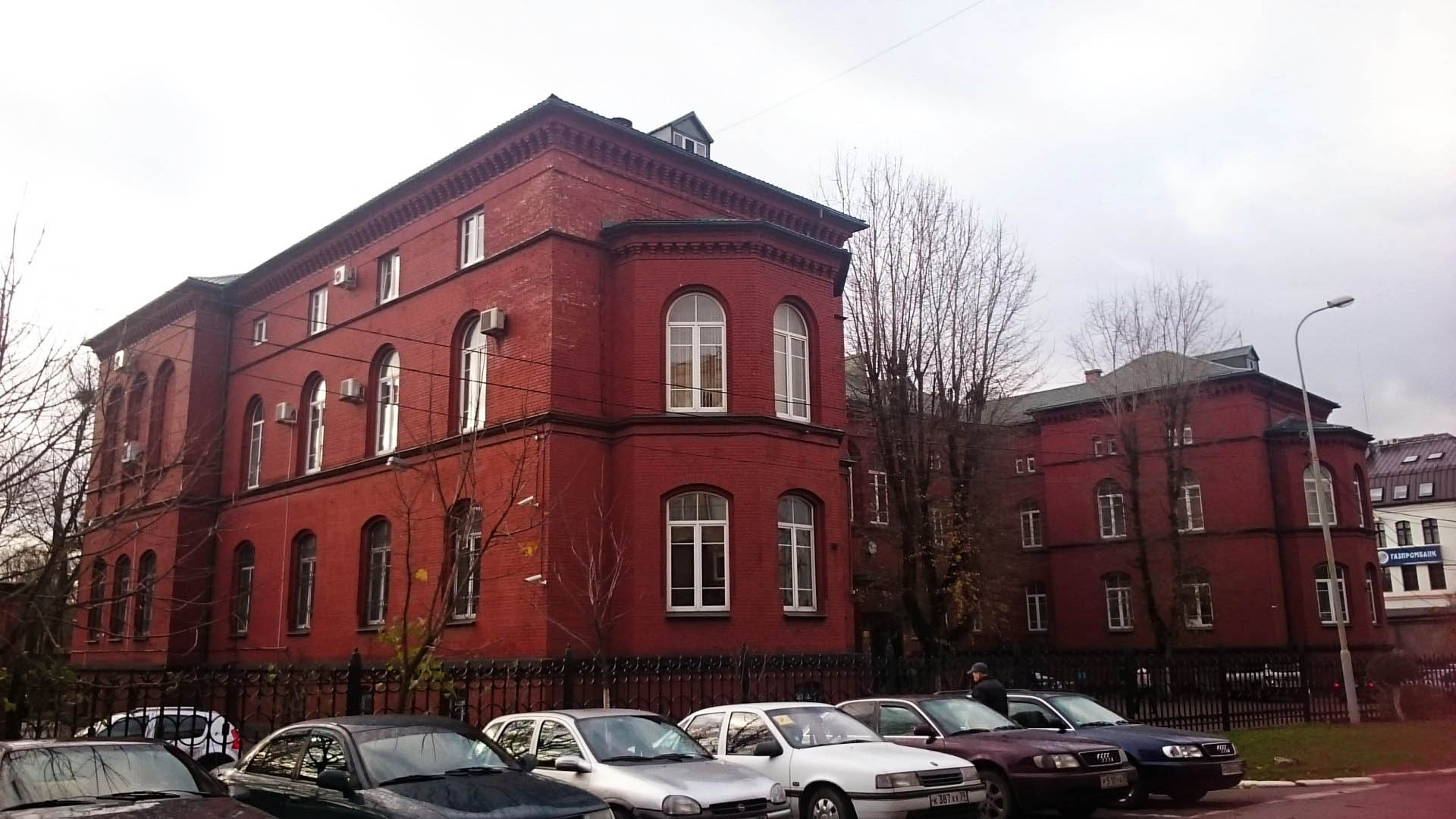
Здание бизнес-центра, попавшее в кадр фильма